# Morris D. Busby
Morris Dempson Busby (Memphis, 15 de marzo de 1938) es un diplomático estadounidense.

## Biografía
Sirvió en la Armada de los Estados Unidos entre 1960 y 1975. Se graduó de la Universidad Marshall en 1960 y de la Universidad George Washington en 1971.
Fue director de la Oficina de Asuntos Oceánicos y Polares, entre 1975 y 1980; subsecretario de Estado Adjunto para Océanos y Pesca con el rango de Embajador, entre 1980 y 1981; representante suplente de Estados Unidos ante el Comité de Desarme en la misión de Estados Unidos en Ginebra (Suiza) entre 1981 y 1984; subjefe de misión en la Embajada de Estados Unidos en la Ciudad de México entre 1984 y 1987; luego fue enviado especial para Centroamérica del Departamento de Estado, entre 1988 y 1989; subsecretario de Estado adjunto principal para Asuntos Interamericanos, entre 1987 y 1988; y director de la Coordinación de Nicaragua, 1987; director de la Oficina de Contraterrorismo entre 1989 y 1990 y nombrado embajador de Estados Unidos en Colombia entre 1991 y 1994.
Luego de ser embajador, en 1995 se desempeñó como Presidente de BGI, Inc., una firma consultora internacional, posteriormente se convirtió en director de MorphoDetection, Inc. desde marzo de 1998. 